# Margaritopsis agustinae
Margaritopsis agustinae är en måreväxtart som först beskrevs av Julián Baldomero Acuña Galé, och fick sitt nu gällande namn av Charlotte M. Taylor. Margaritopsis agustinae ingår i släktet Margaritopsis och familjen måreväxter. Inga underarter finns listade i Catalogue of Life.